# Deuteronomos crassestrigata
Deuteronomos crassestrigata är en fjärilsart som beskrevs av Barend J. Lempke 1970. Deuteronomos crassestrigata ingår i släktet Deuteronomos och familjen mätare. Inga underarter finns listade i Catalogue of Life.